# Omer Damari
Omer Damari (hebr. עומר דמארי; ur. 24 marca 1989 w Riszon le-Cijjon) – izraelski piłkarz występujący na pozycji napastnika. Zawodnik New York Red Bulls, do którego jest wypożyczony z RB Leipzig. Wcześniej grał w Austrii Wiedeń, do której trafił w 2014 roku. W reprezentacji Izraela zadebiutował w 2010 roku.